# Glicoproteïna d'espícula (coronavius)
La glicoproteïna d'espícula del SARS-CoV-2 és una estructura proteica que es projecta cap a l'exterior (peplòmer) del virió SARS-CoV-2. És una glicoproteïna transmembrana de la superfície del virus del SARS-CoV-2 i serveix com a lligand per acoblar-se a l'ACE2 a la superfície cel·lular i com a proteïna fusogènica per a l'entrada cel·lular. Igual que amb els altres membres dels Coronaviridae (del llatí: Corona), les glicoproteïnes d'espícula formen el distintiu i homònim de l'estructura superficial d'aquests virions.

## Característiques

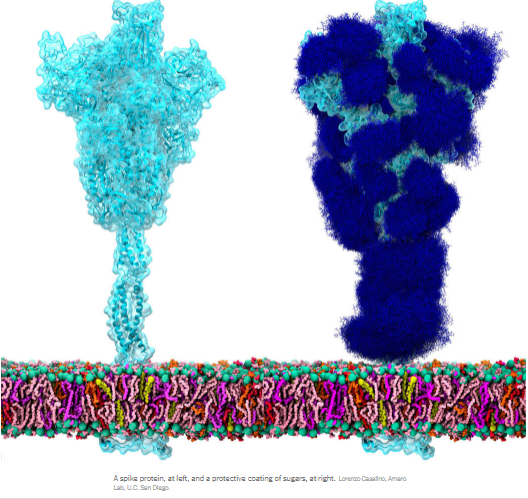
Spike glicoproteïna sense (esquerra) i amb glicosilacions (dreta) per sobre de la membrana viral (vermell)

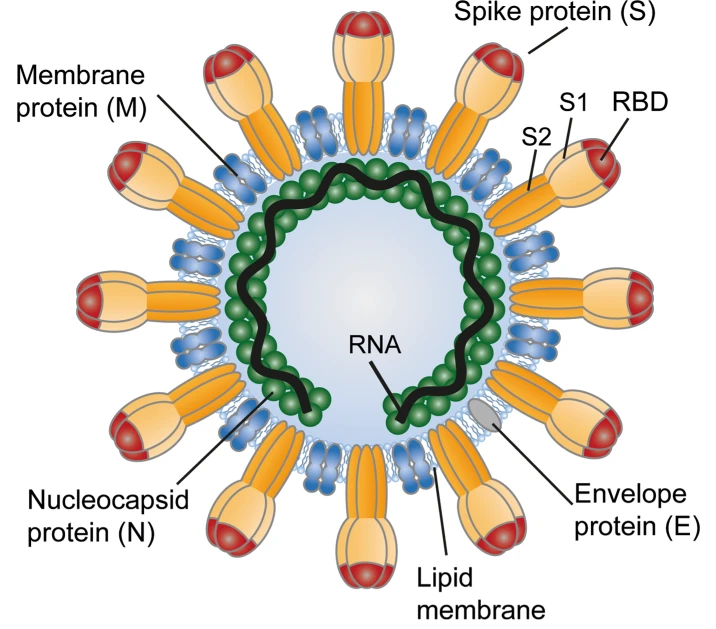
Representació esquemàtica del virió SARS-CoV-2 amb glicoproteïnes d'espícula

El virió SARS-CoV-2 utilitza les glicoproteïnes d'espícula per unir-se al receptor ACE2 de les cèl·lules corporals (cèl·lules hostes), amb les quals es fusiona i es multiplica.

### Unió i fusió amb les cèl·lules hostes
La glicoproteïna d'espícula és una proteïna homotrimèrica i una de les quatre proteïnes estructurals del SARS-CoV-2. Determina l'hoste i la cèl·lula  Tropisme del SARS-CoV-2. Hi ha entre 15 i 30 homotrímers de la glicoproteïna d'espícula que poden girar lliurement a la superfície d'un virió. Cadascun dels tres monòmers idèntics té tres ponts disulfur interns. Cadascuna de les tres subunitats iguals es divideix en dues parts S1 i S2 mitjançant proteòlisi per una proteasa semblant a la furina abans de la posició 686, amb les parts escindides S1 i S2 romanent lligades entre si. A diferència d'altres coronavirus, la interfície té la seqüència R R A R, que facilita la divisió. A l'àrea S1, després d'un pèptid senyal, hi ha primer el domini N -terminal (NTD), seguit del domini d'unió al receptor (RBD) per acoblar-se a la cèl·lula hoste. El pèptid senyal conté 13 aminoàcids que estan disposats en espiral i de manera hidròfoba (que evita l'aigua). El NTD conté la seqüència GTNGTKR, que presumiblement permet la unió a altres proteïnes de membrana. La N-glicosilació a N 165 i N234 estabilitza la unió del RBD a ACE2. La N -glicosilació a N61 i N603 condueix a una major accessibilitat de la interfície per a les proteases.
Després de l'absorció a l'endosoma, S2 és escindit encara més per TMPRSS2 abans de la posició 816, creant S2' (posició 816 - 1273) i activant el domini de fusió. Aquesta escissió no està recolzada essencialment per la catepsina L. A l'àrea S2 es troben el pèptid de fusió (FP) i el pèptid de fusió interna (IFP) per a la fusió del virus i la membrana cel·lular, dos dominis de repetició d'hèptades (HR1 i HR2), un domini transmembrana i finalment un domini C -terminal curt. es troba al citosol. A S2', falta el pèptid de fusió FP a causa de l'escissió. Les proteïnes SARS-CoV-2 M i E modulen el transport de proteïnes de glicoproteïnes d'espícula de nova formació mitjançant diferents mecanismes. El domini transmembrana és la segona seqüència d'aminoàcids hidrofòbics de la glicoproteïna d'espícula.

### Plecs proteics

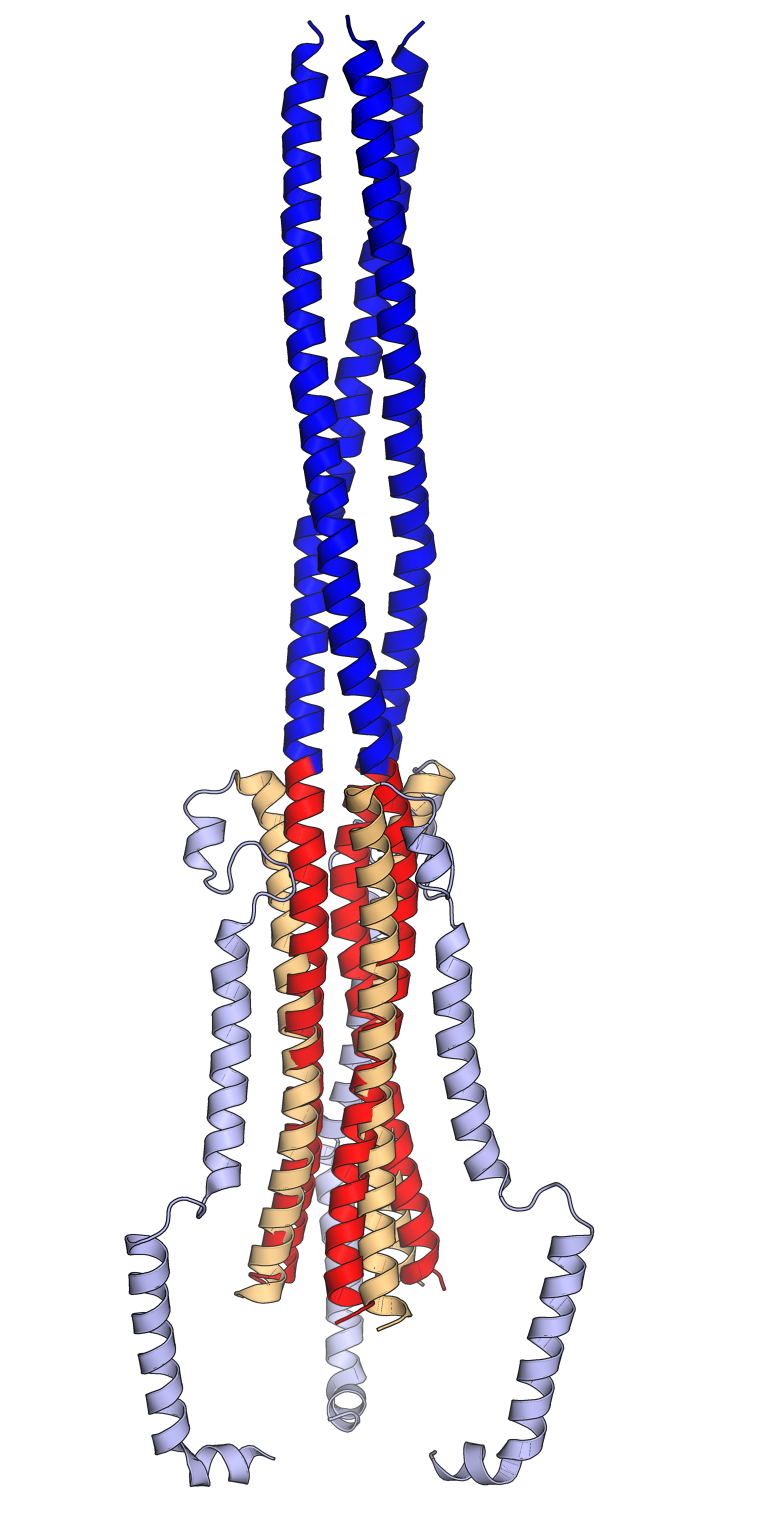
El plegament del domini de fusió abans (clar) i després de la fusió de la membrana (fosca) amb l'hèlix α central (taronja = prefusió, vermell = postfusió) i l' heptada repeteix 1 (blau clar = prefusió, blau fosc = postfusió)

La glicoproteïna d'espícula té tres possibles plecs de proteïnes : la forma de prefusió nativa, la forma de bucle de forquilla i la forma de bucle de forquilla de postfusió. Durant la fusió de la membrana amb la cèl·lula hoste, les estructures de bobines enrotllades (amb patró heptade ) formen un trímer de bucles de forquilla, apropant el pèptid de fusió a la regió C -terminal del domini proteic extracel·lular, després de la qual es fusiona la membrana amb la membrana de la cèl·lula hoste. es produeix. La unió al receptor indueix un canvi en el plegament que fa que el pèptid de fusió estigui més exposat, provocant així la fusió de la membrana. El pèptid de fusió consta de dues parts a les posicions 816 – 837 i 835 – 855. El domini transmembrana es troba als aminoàcids 1214 – 1236. A través de la fusió, l'interior del virus (anglès: core ) que conté el genoma viral s'allibera al citosol, després de la qual cosa comença la traducció de les proteïnes virals. Com moltes altres proteïnes fusogèniques, les glicoproteïnes d'espícula dels coronavirus humans i també la del SARS-CoV-2 condueixen a la formació de sincitia, presumiblement a la infecció de cèl·lules veïnes.
Algunes vacunes contra el SARS-CoV-2 utilitzen una variant de la glicoproteïna S com a antigen, que té dues prolines modificades a prop del domini de fusió que estabilitzen el plegament de proteïnes abans de la fusió de la membrana (estabilitzat per prefusió 2P). A la variant 2P, es van intercanviar dos aminoàcids per prolina: a la posició 1060 abans hi havia una valina, a la posició 1061 abans hi havia una leucina. La variant 2P es va descriure per primera vegada per als coronavirus a MERS-CoV. Es va confirmar l'analogia de la variant 2P en SARS-CoV-2.

### immunologia

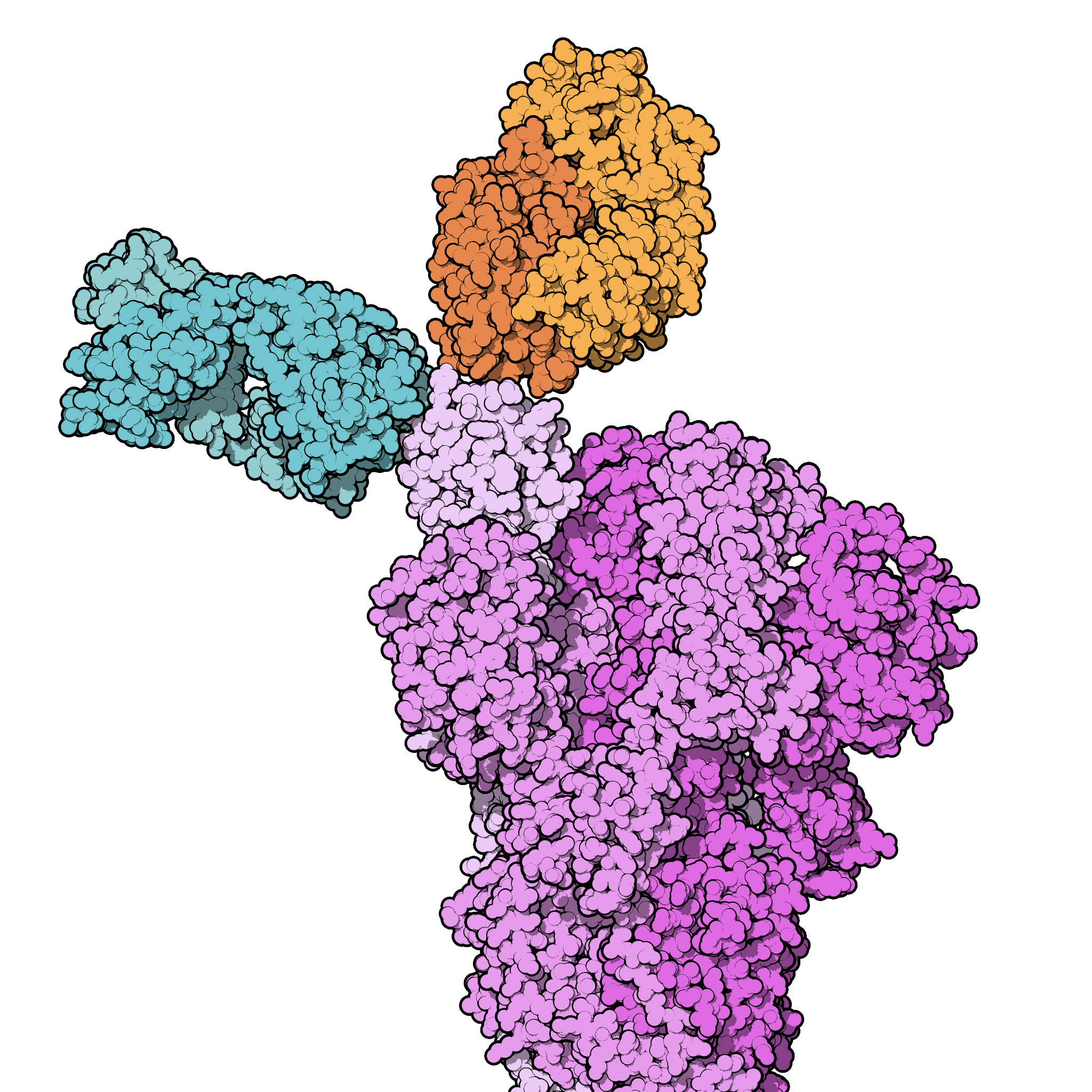
Els anticossos casirivimab (verd) i imdevimab (taronja) s'uneixen a la RBD

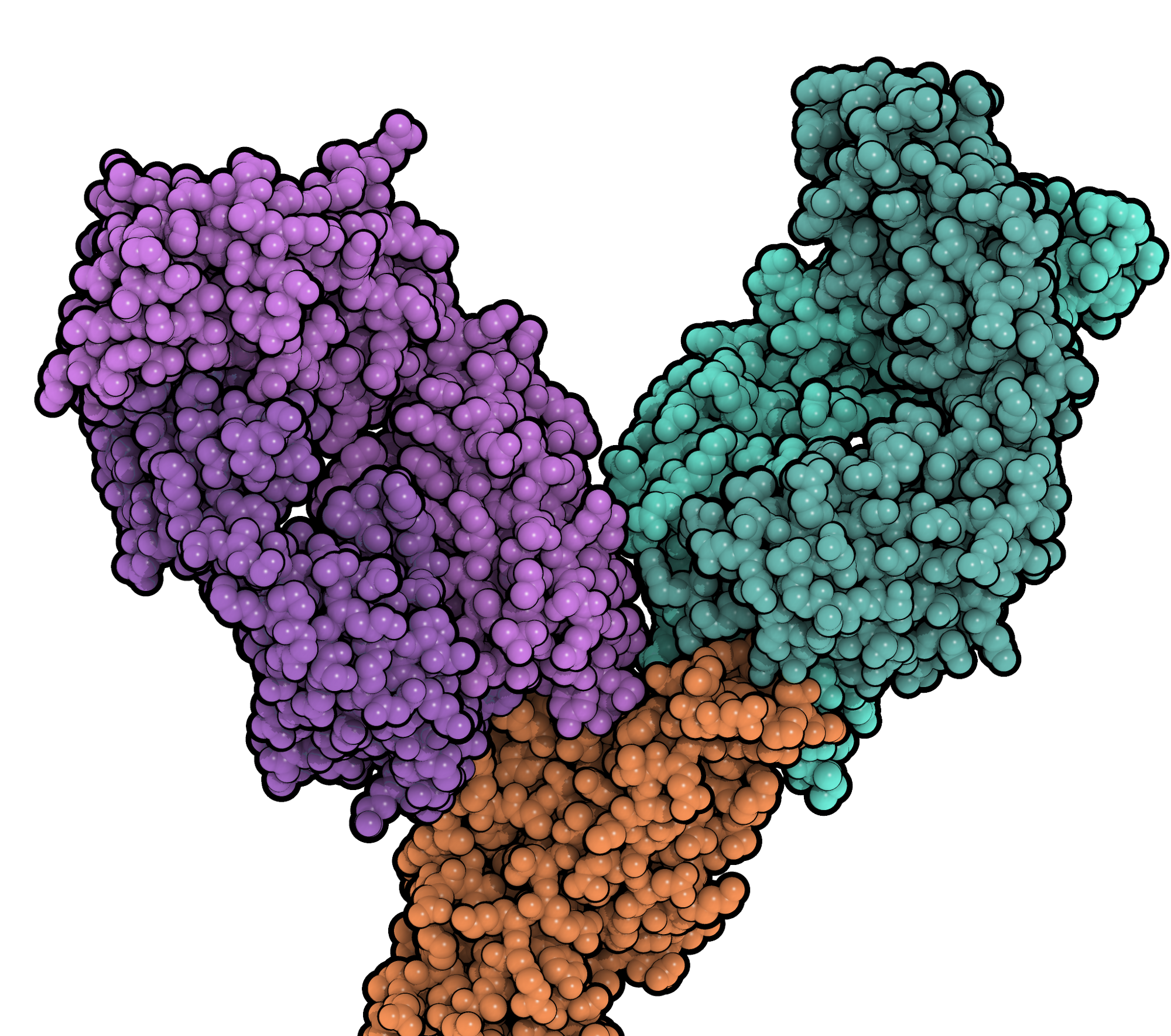
Els anticossos tixagevimab (morat) i cilgavimab (verd) s'uneixen a la RBD

Els anticossos contra la glicoproteïna d'espícula es formen després de la infecció per SARS-CoV-2, així com la vacunació amb vacunes COVID-19. Els anticossos neutralitzants contra el SARS-CoV-2 s'uneixen en una proporció d'uns 90 % al RBD a S1. Els anticossos monoclonals bamlanivimab, casirivimab, cilgavimab, etesevimab, imdevimab, regdanvimab, sotrovimab i tixagevimab s'uneixen al domini d'unió al receptor (RBD) de la glicoproteïna d'espícula del SARS-CoV-2. Molts epítops a la superfície de la glicoproteïna d'espícula estan emmascarats per glicosilacions extensives. Com que el RBD està menys emmascarat per glicosilacions en comparació amb altres estructures superficials, el RBD és presumiblement immunodominant per neutralitzar els anticossos. Les mutacions d'escapament d'anticossos es produeixen principalment en una regió específica del RBD, que també indica la immunodominància del RBD per als anticossos. Els anticossos neutralitzants contra la glicoproteïna d'espícula es divideixen en 4 classes segons les seves propietats d'unió:
- Anticossos que bloquegen l'ACE2 que s'uneixen a la forma de plec obert de la glicoproteïna d'espícula (classe 1)
- Anticossos que bloquegen l'ACE2 que s'uneixen als plecs oberts i tancats de la glicoproteïna d'espícula (classe 2)
- Anticossos que no bloquegen l'ACE2 que s'uneixen als plecs oberts i tancats del RBD de la glicoproteïna d'espícula (classe 3)
- Anticossos neutralitzants que s'uneixen fora del lloc d'unió de l'ACE2 i només al plec obert (classe 4)

Els pocs anticossos neutralitzants que no s'uneixen al RBD s'uneixen majoritàriament al NTD. S'uneixen amb freqüència a les posicions 14-20, 140-158 i 245-264.
Hi ha reactivitat creuada d'anticossos neutralitzants contra la glicoproteïna S en ratolins, inhibint tant l'entrada de cèl·lules SARS-CoV com SARS-CoV-2. Els dos coronavirus associats al SARS (1 i 2) utilitzen el mateix receptor per a l'entrada cel·lular, l'enzim convertidor d'angiotensina 2 (ACE2), mentre que MERS-CoV utilitza dipeptidil peptidasa 4 (CD26). La superfície d'unió a ACE2 difereix entre el RBD de les glicoproteïnes d'espícula de SARS-CoV-1 i -2, per això no tots els seus anticossos neutralitzants són de reacció creuada. S1 és més variable que S2 en la seqüència d'aminoàcids, per això és més probable que els anticossos d'unió a S2 tinguin reacció creuada.
A la glicoproteïna d'espícula del SARS-CoV-2, es van identificar 13 epítops per a MHC I (generen una resposta immune cel·lular) i 3 per a MHC II (generen una resposta immune humoral) per als humans. S'han identificat epítops conservats en la glicoproteïna S i la proteïna nucleocàpsida que poden ser adequades per a vacunes àmpliament efectives.

### Mutacions
Les mutacions a la glicoproteïna d'espícula del SARS-CoV-2 sorgeixen durant la replicació del genoma viral. Es tracta principalment de mutacions amb costos de fitness nuls o baixos. A més, també s'observen mutacions que tenen un fort impacte en la seqüència d'aminoàcids de la glicoproteïna d'espícula. Aquests solen afectar la patogenicitat, la infecciositat, la transmissibilitat i/o l'antigenicitat. Algunes de les mutacions de major impacte han sorgit diverses vegades i de manera independent en la seqüència de glicoproteïnes d'espícula al llarg de la pandèmia de Covid-19.
A la posició 614, del domini d'unió al receptor (RBD), les mutacions no sinònimes es produeixen amb més freqüència, cosa que indica una selecció positiva més forta per a aquest lloc a la glicoproteïna d'espícula. Les mutacions D614G, N501Y, E484K-Q, K417N/T i L452R s'associen amb un augment de la producció de virus, una major transmissibilitat, una virulència alterada i probablement també amb una fugida immune. La mutació D614 G confereix una major infectivitat i transmissibilitat del SARS-CoV-2. La mutació N 439 K condueix a una major afinitat pel receptor i redueix la unió d'alguns anticossos neutralitzants. La mutació Y 453 F també condueix a una major afinitat per ACE2. Les mutacions a la posició 484 condueixen a una unió reduïda mitjançant anticossos neutralitzants i, per tant, són mutacions d'escapament, especialment E 484K, E484 Q, E484 P, E484 A, E484D i E484G. També a la posició les mutacions K444R, K444 N, K444Q, V445E i a la posició 477 les mutacions S 477G, S477N i S477R. K417N/T, L452R, Y453F, S477N i N501Y s'han descrit com a mutacions d'escapament d'anticossos addicionals en altres posicions.
A la NTD, les regions 140–156 i 246–260 s'han descrit com a llocs per a mutacions d'escapament, incloent N148S, K150R, K150E, K150T, K150Q i S151P. La supressió dels aminoàcids a les posicions 69 i 70, a la NTD, augmenta la infectivitat. A la variant omicron, les mutacions 478K, E484A, Q493R i N501Y tenen la influència més forta entre els seus més de 30 aminoàcids canviats a la glicoproteïna d'espícula.

## Ús

### En vacunes
Totes les vacunes aprovades contenen la glicoproteïna d'espícula o el seu gen com a antigen. Sovint s'utilitza la variant 2P, en què el plegament de proteïnes es va estabilitzar abans que el virus es fusionés amb la membrana cel·lular. Això pretén "reduir el risc teòric de generar anticossos que milloren la infecció".

### En assaigs de neutralització
Per examinar les mostres de sang per determinar la seva capacitat per neutralitzar el SARS-CoV-2, a causa del perill del virus, només s'utilitzen virus pseudotipatsen lloc dels virions reals; aquests són virus modificats ("quimèrics") que contenen la glicoproteïna d'espícula de Conté SARS-CoV-2. S'utilitzen vectors lentivirals que també tenen proteïnes d'espícula a la superfície, amb el codi genètic de les glicoproteïnes d'espícula (lentivirus) substituït pel codi de l'espiga SARS-CoV-2.